# Последната линейка на София
„Последната линейка на София“ е пълнометражен документален филм, копродукция между България, Германия и Хърватия, създаден в наблюдетелен стил от българския режисьор Илиян Метев.
Премиерата на филма е по време на 51-вата Седмица на критиците на Фестивала в Кан през 2012 година, където печели встъпителната награда France 4 Visionary Award (France 4 Prix Revelation). Филмът е вторият документален филм, състезавал се в 51-годишната история на селекцията.

## Сюжет
Филмът започва с показването на обикновен работен ден за Краси, Мила и Пламен: екип парамедици, работещи в заплашително намаляващия флот от софийски линейки. Медицинската инфраструктура в линейката се разпада, а работата им е една от най-тежките. Скоро ежедневното напрежение върху екипа се разгръща в редица абсурдни ситуации. Нетипично за материал, тематизиран в медицински контекст, пациентите са оставени тактично настрана от кадър, строго отбягвайки сензационността. Фокусът пада изключително върху лицата на екипа на линейката, проследявайки промените в тяхното душевно и мисловно състояние в постоянните им усилия да работят въпреки липсата на средства, изтощението и бюрокрацията.

## Продукция
Работата около „Последната линейка на София“ започва през 2008. По време на началното проучване за направата на филма, Метев се среща с д-р Йорданов, който е работил в спешното отделение през последните 23 години и е пленен от неговата скромност и трудолюбие. Д-р Йорданов и двамата му помощници са били отговорни за повечето критични случаи в столицата. Документалният филм е заснет под формата на наблюдение в рамките на двугодишен период, като снимачният екип се състои от Метев и звукорежисьора Том Кирк, разположен в задната част на линейката, стремейки се да бъде колкото се може по-дискретен и незабележим.
Филмът е съпродуциран с участието на немския телевизионен канал WDR, немско-френския канал Arte, фонда на американското дружество за равенство Impact Partners, българския национален филмов център, хърватския аудио-визуален център и немския Film und Medienstiftung NRW. Разпространители са базираните в Берлин Films Boutique.

### Кастинг
- Доктор Красимир Йорданов, в ролята на себе си
- Сестра Мила Михайлова, в ролята на себе си
- Шофьор Пламен Славков, в ролята на себе си

## Отзиви
„Последната линейка на София“ премиерства на 51-вата Международна седмица на критиците в Кан. AFP пише, че „след излъчването кинотворците и главните герои са били просълзени. Също така и голямо количество зрители“. Jay Weissberg от Variety описва филма като „строго конструиран и дълбоко човешки“, а Julien Gester от Liberation го нарича „фино и силно изследване на състоянието на криза“.

## Социално въздействие
На премиерата на филма в София, българският министър на здравеопазването Десислава Атанасова признава, че „Последната линейка на София“ отразява реалността и обявява, че след издаването на филма два нови центъра за спешни случаи са открити в столицата с цел да ускорят времето за отзив; заплатите на екипите на линейките щели да се увеличат с 18%. Главният герой и лекар в спешно отделение д-р Красимир Йорданов критикува, че тези реформи са недостатъчни да адресират истинската причина за проблемите: постоянно ниските заплати, каращи медицинските професионалисти да напускат масово страната. Въпреки 25-годишния си опит в службата, неговата месечна заплата е „по-малка от седмичното заплащане на който и да е друг колега от страните в Европейския съюз“.

## Избрани награди
| Фестивал                                                       | Държава             | Категория                          | Награда                                   | Жури | Дата           |
| -------------------------------------------------------------- | ------------------- | ---------------------------------- | ----------------------------------------- | --- | -------------- |
| 51-ва Международна седмица на критиците, Филмов фестивал в Кан | Франция             | Конкурс за пълнометражен филм      | France 4 Visionary Award                  | Céline Sciamma (Франция), Victor-Emmanuel Boinem (Белгия), Kim Sehee (Корея), Ryan Lattanzio (САЩ), Bikas Mishra (Индия)         | Май 2012       |
| 47-и Международен филмов фестивал Карлови Вари                 | Чехия               | Документален конкурс               | Най-добър документален пълнометражен филм | Ron Xerxa (САЩ), José Luis Cienfuegos (Испания), Tizza Covi (Италия), Pamela Jahn (Англия), Jiri Konecny (Чехия)                 | Юли 2012       |
| Доку-фест в Призрен                                            | Косово              | Документален конкурс               | Най-добър балкански документален филм     | Marta Andreu (Испания), Srdjan Keċa (Сърбия), Cinta Peleja (Портогалия)                                                          | Юли 2012       |
| 13-и Средиземноморски филмов фестивал                          | Босна и Херцеговина | Конкурс за пълнометражен филм      | Grand Prix                                | Jovan Marjanović, Doron Tsabari (Израел), Zdenko Jurilj (Босня и Херцеговина)                                                    | Август 2012    |
| Филмов фестивал в Цюрих                                        | Швейцария           | Документален конкурс               | Специално споменаване                     | Jessica Yu (САЩ), Mohamed Al-Daradji (Ирак), Philippe Diaz (Франция), Janus Metz (Дания)                                         | Септември 2012 |
| 2-в-1 Международен филмов фестивал                             | Русия               | Пълнометражен филм                 | Най-добро озвучаване                      | Jean-Claude Brisseau (Франция), Peter Baxter (Англия), Mark Cousins (Англия), Bakhtiyar Khudoinazarov (Русия)                    | Октомври 2012  |
| ДОК Лайпцих                                                    | Германия            | Международен пълнометражен конкурс | Сребърен гълъб                            | Larry Kardish (САЩ), Paweł Łoziński (Полша), Marina Razbezhkina (Русия), Martha Orozco (Мексико), Susanne Schüle (Германия)      | Ноември 2012   |
| Немски награди за документално кино                            | Германия            | Пълнометражен конкурс              | Най-добър документален филм               | Michael Verhoeven, Sung-Hyung Cho, Gereon Wetzel, Dr. Heike Hupertz, Wieland Speck, Prof. Heiner Stadler, Hans-Robert Eisenhauer | Юни 2013       |